# Josias Lorck
Josias Lorck (auch Josias Lorichs, * 3. Januar 1723 in Flensburg; † 8. Februar 1785 in Kopenhagen) war ein deutscher Pastor, der als Bibelsammler bekannt wurde. Er war ein Onkel von Matthias Claudius d. J. und Schwiegervater des Generalsuperintendenten von Schleswig und Holstein Jacob Georg Christian Adler.

## Leben
Nach dem Studium in Halle an der Saale kam Lorck 1744 nach Kopenhagen und wurde deutscher Katechet und Prediger an der Vor Frelsers Kirke. Von 1759 bis zu seinem Tod war er Pfarrer an der deutschen Friedrichskirche im Kopenhagener Stadtteil Christianshavn, für deren Bau er sich lange eingesetzt hatte. Auch die Errichtung eines Waisenhauses für Mädchen konnte er dank Unterstützung reicher Gönner erreichen.
Daneben betätigte sich Lorck als theologischer Autor und trug zahlreiche Beiträge zu den Nachrichten von dem Zustande der Wissenschaften und Künste in den kgl. Dänischen Reichen und Ländern (1754–1757) bei, die er unter dem Titel Fortgesetzte Nachrichten von dem Zustande der Wissenschaften und Künste in den Königl. Dänischen Reichen und Ländern (1758–1768) fortsetzte. Er gab ferner das Dänische Journal (1767–1770) und die Beyträge zu der neuesten Kirchengeschichte in den kgl. Dänischen Reichen und Ländern (1756–1758) heraus. Auf der Grundlage seiner berühmten Bibelsammlung (Biblicae Lorckianae), die schlussendlich über 5000 Exemplare umfasste, veröffentlichte er die Bibelgeschichte in einigen Beiträgen erläutert (1779–1783). Im Jahr 1784 erwarb Herzog Carl Eugen von Württemberg die komplette Sammlung und vermachte sie der Öffentlichen Bibliothek in Stuttgart (heute Württembergische Landesbibliothek).

## Schriften (Auswahl)
- In colligendis variis Sacrorum Bibliorum Editionibus divina, quam veneror, benignitate mihi contigit hucusque esse tam felici, ut, quem per viginti annos data quavis occasione collegi, Apparatus Biblicus ultra tria jam [iam] contineat, Hafniae die 31. Mart. 1773.
- Bibliotheca Biblica Serenissimi Würtenbergensivm Dvcis Olim Lorckiana, 5 Bde., Altona: Eckhardt 1787.